# Šota Rustaveli
Šota Rustaveli (gruzínsky შოთა რუსთაველი; asi 1172, Rustavi – asi 1216, Jeruzalém) byl gruzínský básník, pokládaný za jednoho z největších gruzínských klasiků. Jeho jméno je pravděpodobně odvozeno od jeho rodiště, kterým má být vesnice Rustavi v Meschetii.
O jeho životě je známo jen málo, nedochovaly se žádné písemné doklady. Údaje o jeho narození a úmrtí jsou odvozovány jen ze starých ústních legend.  Šlo patrně o vzdělaného a vysoce postaveného šlechtice na dvoře Tamary Gruzínské, která ho kolem roku 1192 poslala s poselstvím do Palestiny. Poslední roky života pravděpodobně prožil v Jeruzalémě, kde se v klášteře sv. Kříže zachoval jeho portrét a zpráva, že byl nejvyšším královniným pokladníkem. Všechny tyto informace nejsou ale zcela jisté.

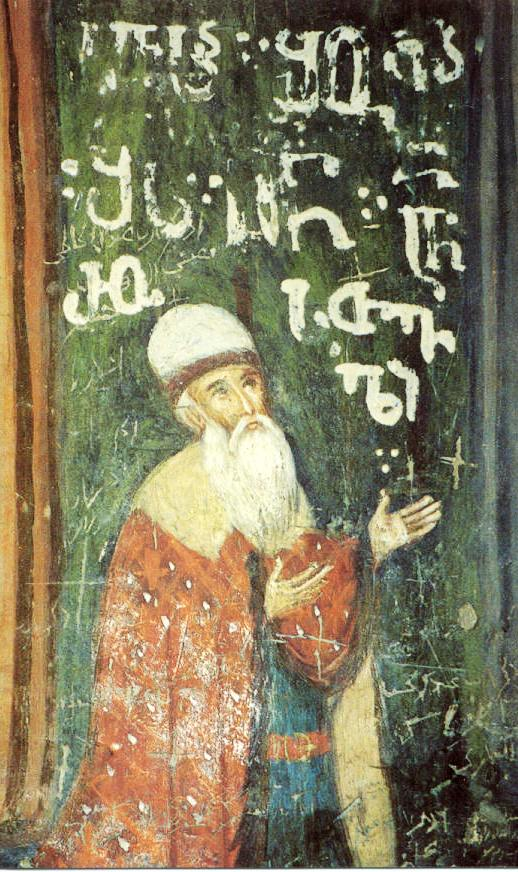
Freska Šoty Rustaveliho v jeruzalémském klášteře sv. Kříže

Kromě několika lyrických básní a epigramů je autorem gruzínského národního eposu Muž v tygří kůži (Vepkhist'q'aosani), jednoho z nejvýznamnějších děl gruzínské poezie, v němž opěvuje rytířské ideály. Dílo se stalo nedostižným vzorem veškeré gruzínské poezie a některé jeho části dokonce zlidověly. Vzniklo zřejmě na přání královny Tamary někdy v letech 1184 až 1207.  Epos vyšel poprvé tiskem roku 1712 v Tbilisi (o vydání se zasloužil gruzínský král Vachtang VI.) a následně byl přeložen do mnoha světových jazyků. Například do angličtiny jej přeložili okolo roku 1880 manželé Suttnerovi při svém pobytu v Gruzii (1876–1885). Roku 1958 vyšel také český překlad z pera Jaromíra Jedličky.

## Česká vydání
- Muž v tygří kůži, SNKLHU, Praha 1958, přeložil Jaromír Jedlička